# Томас Ніколлс
То́мас «То́ммі» Ні́коллс (англ. Thomas G. "Tommy" Nicholls; 12 жовтня 1931 — 31 липня 2021) — англійський боксер, що виступав на міжнародних змаганнях за збірні команди Англії та Великої Британії. Срібний призер Олімпійських ігор (1956), чемпіон Європи (1955).

## Біографія
Народився 12 жовтня 1931 року.
На чемпіонаті Європи 1955 року в Західному Берліні виборов золоту медаль.
Учасник літніх Олімпійських ігор 1952 та 1956 років. На літніх Олімпійських іграх 1952 року в Гельсінкі (Фінляндія) поступився у першому ж поєдинку майбутньому олімпійському чемпіонові фіну Пенті Хемелайнену.
На літніх Олімпійських іграх 1956 року в Мельбурні (Австралія) почергово переміг Ноеля Хазарда (Австралія), Шиніхіро Сузукі (Японія). У півфіналі взяв реванш за поразку на попередніх іграх, перемігши олімпійського чемпіона Пенті Хемелайнена. У фінальному двобої поступився радянському боксерові Володимиру Сафронову.